# Ribellione di An Lushan
La ribellione di An Lushan è anche nota come ribellione Anshi (安史之亂 pinyin: an1 shi3 zhi1 luan4) dai cognomi dell'iniziatore della ribellione, An Lushan (安禄山 pinyin: ān lùshān) (703 - 757), e dal suo continuatore dopo la morte di questi, Shi Siming. È nota anche in Cina col nome di ribellione Tianbao (天寶之亂) per essere cominciata il quattordicesimo anno dell'era Tanbao della Dinastia Tang.
La ribellione sconvolse la Cina settentrionale dal 755 al 763.

## Le premesse
Durante la prima parte del regno dell'imperatore Xuan Zong 玄宗, salito al trono nel 712, la lotta per il predominio a corte si era sviluppata principalmente tra letterati confuciani, che sostenevano una maggiore importanza dei promossi agli esami imperiali nell'amministrazione, e le famiglie aristocratiche del nordest, formate da turchi sinizzati e che detenevano il controllo dell'esercito e dei potenti governatorati militari (jiedushi, cinese tradizionale: 節度使 Semplificato: 节度使)), che spesso si sovrapponevano e usurpavano poteri all'amministrazione civile. Con la caduta di Song Jing dalla carica di Gran Consigliere nel 720 la fazione dei letterati fu sconfitta.
Le lotte tra fazioni ripresero quindi in seno all'aristocrazia militare turco-cinese. Solo durante una breve parentesi, dal 733 al 736 con Zhang Jiuling come Gran Consigliere, si ebbe un ritorno al potere dei letterati. Ma dal 736 al 752 la carica passò a Li Linfu, membro del clan della famiglia imperiale. Nel 737 si promulgò una riforma dell'esercito che passò dal sistema delle milizie a quello di un esercito professionale, aumentando il potere dei governatorati militari e dell'aristocrazia oramai dominante a corte. Le lotte tra funzionari di corte erano esacerbate dal fatto che questi possedessero contemporaneamente cariche di governatori militari in diverse province, così che si arrivò a scontri armati interprovinciali su cui l'imperatore non era più in grado di intervenire.
Un ulteriore motivo di attrito fu l'arrivo a corte nel 745 di Yang Yuhuan (nota in seguito come Gui Fei, la consorte preziosa), una discendente lontana della famiglia regnante della dinastia Sui e membro di un clan aristocratico della provincia del Sichuan. La sua abilità nel divenire in breve la preferita dell'imperatore Xuan Zong e nel promuovere i membri della sua famiglia alle più alte cariche dello Stato indusse ulteriori attriti e scontri in seno alla corte. La morte del Gran Consigliere Li Linfu nel 752 portò Yang Guozhong, suo nemico storico, al potere, senza che avesse però l'esperienza e le capacità di manovra del suo predecessore.

## La situazione internazionale
Nella Cina meridionale era sorto il regno autonomo di Nanzhao nell'attuale provincia dello Yunnan, tributario della Cina dal 736. A causa dell'assassinio di un prefetto cinese il governatore della provincia del Sichuan scatenò un attacco contro la sua capitale, Dali che si risolse nel 751 in una sconfitta cinese. Sempre nel 751 l'esercito cinese fu sconfitto nel nordest dai turchi orientali Qitan.
La spedizione cinese volta a riportare ordine nella valle del fiume Ili, sebbene vittoriosa nel 750 contro i turchi occidentali, subì una sconfitta da parte degli arabi sul fiume Talas nel 751, permettendo così l'inizio dell'islamizzazione dei turchi uiguri e delle città-oasi lungo la via della seta.

## La rivolta
Di origini in parte sogdiane e in parte turche, An Lushan era un governatore militare delle prefetture di Pinglu e Fangyang 范陽 nel nordest cinese (nei pressi dell'attuale Pechino), e si trovò a comandare la più forte compagine dell'esercito posta a difesa della Cina settentrionale. Già protetto dal Gran Consigliere Li Linfu, An Lushan temette di essere deposto dal nuovo consigliere Yang Guozhong; pertanto giocò in anticipo dichiarando di avere ricevuto ordini imperiali per l'arresto del bandito Yang Guozhong e nel 755 marciò sulla città di Luoyang 洛陽, capitale temporanea, con un esercito di 150000 uomini.
Presa Luoyang senza che opponesse resistenza, An Lushan si trovò a controllare tutta la Cina settentrionale, ad esclusione della zona della capitale imperiale Chang'an 長安, che rimaneva ben difesa dalle truppe agli ordini del generale Geshu Han presso il valico di Tongguan. Yang Guozhong, contrario all'attendismo di Geshu Han, gli ordinò di attaccare l'esercito di An Lushan a Luoyang, ma questi gli inflisse una sconfitta schiacciante.
L'imperatore Xuan Zong dovette abbandonare la capitale per mettersi in salvo nel Sichuan, il Gran Consigliere Yang Guozhong fu ucciso dalla sua scorta e la favorita imperiale Gui Fei fu fatta uccidere dall'imperatore stesso su pressione dell'esercito che minacciava di ribellarsi se non fosse stata giustiziata colei che appariva come la causa principale del disastro che affliggeva la dinastia. Mentre l'imperatore Xuan Zong cercava scampo a sud, il principe ereditario continuò la lotta contro An Lushan, appoggiandosi ai turchi uiguri e richiamando l'esercito dal nordovest, lasciando così sguarnite le frontiere verso il Tibet e gli arabi che premevano dalla Transoxiana. Il principe ereditario, con l'appoggio dell'esercito e degli eunuchi, assunse quindi il titolo di imperatore con il nome di Su Zong 肅宗, lasciando a Xuan Zong la carica di Supremo Imperatore in Ritiro. Contemporaneamente a Jinling (l'odierna Nanchino), un gruppo di letterati confuciani proclamava un altro nuovo imperatore.
Nel 757 An Lushan veniva ucciso da suo figlio An Qingxu 安慶緒 che si proclamò imperatore. A questo punto i compagni che per primi con An Lushan si erano sollevati contro Xuan Zong si ribellarono ad An Qingxu dandosi come capo Shi Siming 史思明. Mentre le fazioni ribelli di Shi Siming e di An Qingxu lottavano tra loro, le truppe dell'imperatore Su Zong riconquistavano la capitale Chang'an e la città di Luoyang. Nel 758 Shi Siming si sottomise a Su Zong, ma proprio quando la rivolta sembrò oramai finita, l'anno successivo, nel 759, Shi Siming riprendeva la rivolta e riconquistava Luoyang.
In seguito a una sconfitta contro le truppe imperiali, nel 761 Shi Siming fu assassinato da suo figlio Shi Chaoyi 史朝義. Nel 762 le truppe imperiali riprendevano Luoyang assieme a contingenti alleati uiguri, mentre a Su Zong succedeva il nuovo imperatore Dai Zong 代宗, che avrebbe regnato fino al 779. La nuova politica imperiale che ne seguì fu di perdono per tutti i ribelli che si fossero sottomessi all'impero Tang, con l'eccezione di tutti gli appartenenti alle famiglie di An Lushan e di Shi Siming. Uno dopo l'altro, i capi della rivolta si arresero tranne Shi Chaoyi, il figlio e assassino di Shi Siming, che si suicidò nel 763 concludendo così la ribellione.

## Le conseguenze
Nello stesso anno della fine della ribellione, 763, le truppe tibetane del sovrano Trhisong Detsen entrarono nella capitale cinese di Chang'an e la saccheggiarono. Le regioni dell'ovest cinese passarono sotto il controllo della potente confederazione uigura. Il regno meridionale di Nanzhao poté proseguire a fiorire senza interferenze cinesi. In definitiva la ribellione portò a un indebolimento della dinastia Tang non solo nei confronti dei paesi confinanti, ma anche al suo interno, dato che tre quarti dei territori formalmente imperiali erano passati sotto il controllo diretto ed esclusivo dei governatorati militari.
Anche l'aristocrazia turca sinizzata del nordovest, da cui proveniva sia An Lushan che la famiglia imperiale, risultò fortemente indebolita dalla rivolta. L'impero Tang avrebbe dovuto attendere l'azione dell'imperatore Xian Zong (806-820) per ritrovare l'unità e la centralizzazione del potere, ma dopo la sua morte il declino e la disgregazione si fecero sempre più evidenti, sino alle rivolte dell'875 che provocarono l'inizio della fine della dinastia Tang, formalmente avvenuta nel 907.
Le morti a causa della ribellione e delle carestie che seguirono vengono stimate in circa 36 milioni di persone: questo numero, terrificante in termini assoluti, deve essere inoltre associato alle stime sulla popolazione globale di allora. Si calcola che sia morto circa il 20% dell'intera popolazione del pianeta, una percentuale mai raggiunta per cause umane, né prima né dopo: ponendo un paragone con i numeri odierni, la ribellione equivarrebbe alla morte di oltre 700 milioni di abitanti nella sola Cina continentale.